# Raffaele Ferrara
Raffaele Ferrara (né le 3 octobre 1976 à Naples) est un coureur cycliste italien. Vainqueur du Baby Giro en 2000.

## Palmarès

### Palmarès amateur
- 1997
  - Astico-Brenta
  - 3e de la Coppa Caivano
- 1998
  - 9e étape du Baby Giro
  - 2e du Trofeo Zssdi
- 2000
  - Baby Giro :
    - Classement général
    - 2e et 5e étapes

  - Giro Ciclistico del Cigno
  - Tour du Frioul-Vénétie julienne

### Palmarès professionnel
- 2001
  - 3e du Brixia Tour
- 2002
  - 3e du Tour de la Hainleite
- 2005
  - 2e du Tour de Nuremberg
- 2006
  - 2e du Tour de Vénétie
  - 3e du Trofeo Matteotti
  - 3e des Trois vallées varésines
  - 3e de la Coppa Placci
  - 3e du Tour de Romagne
- 2007
  - 2e du Grand Prix du canton d'Argovie

## Résultats sur les grands tours

### Tour de France
1 participation
- 2003 : abandon (14e étape)

### Tour d'Espagne
1 participation
- 2002 : abandon (16e étape)

## Classements mondiaux
| Année           | 2005 | 2006 | 2007 | 2008 | 2009 | 2010 |
| --------------- | ---- | ---- | ---- | ---- | ---- | ---- |
| UCI Europe Tour | 82e  | 22e  | 214e | 315e |      | 910e |